# W niebieskiej przestrzeni

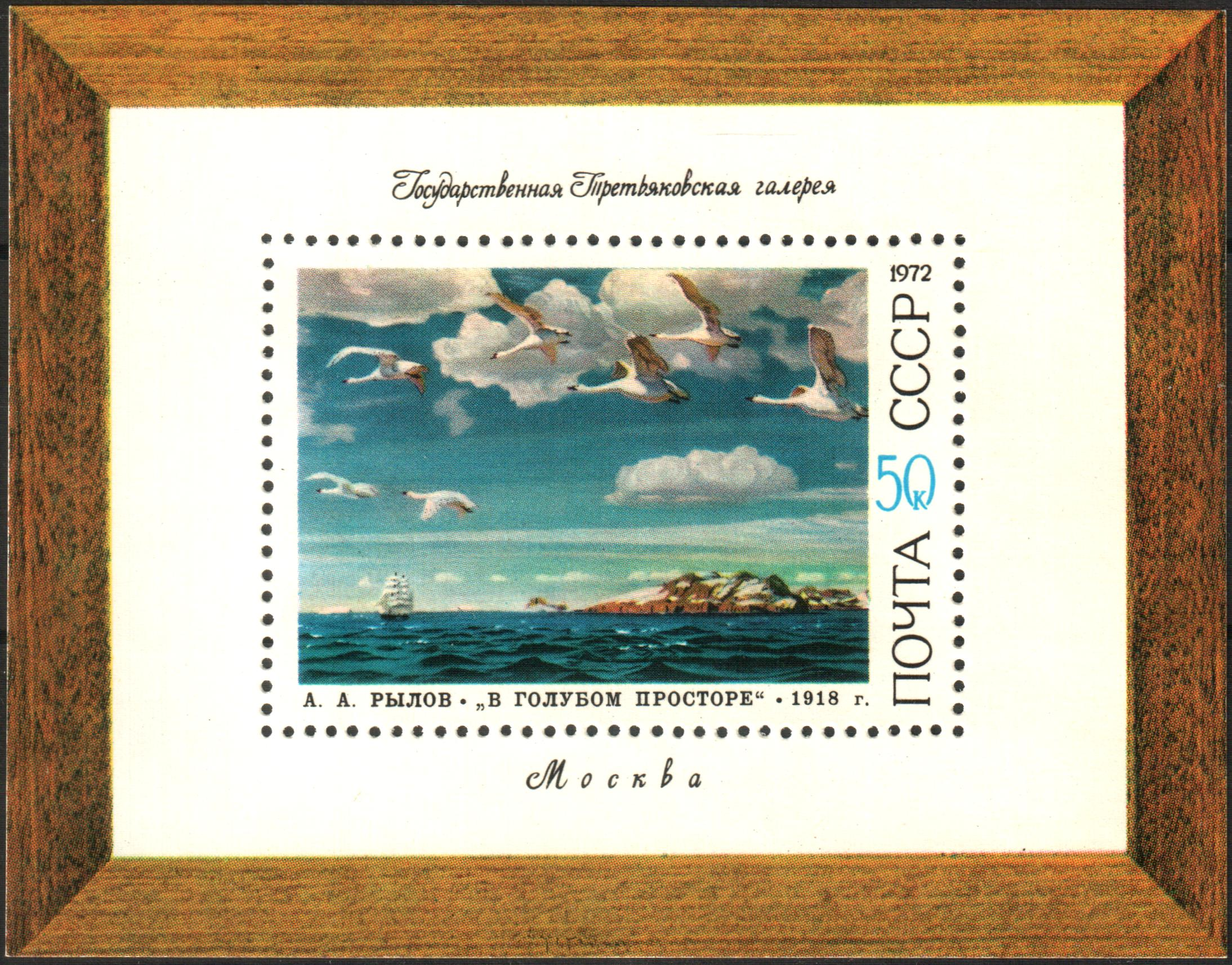
Obraz na sowieckim znaczku pocztowym (1972)

W niebieskiej przestrzeni (ros. В голубом просторе) – obraz olejny namalowany przez rosyjskiego malarza Arkadija Ryłowa w 1918 roku, znajdujący się w zbiorach Galerii Tretiakowskiej w Moskwie.

## Opis
Już w 1917 roku Ryłow zyskał szeroką sławę, a jego twórczość cieszyła się ogromnym zainteresowaniem na rosyjskim rynku sztuki. Stale otrzymując zamówienia na małe krajobrazy „z wodą”, mewy, brzozy i „burzliwe dni”, które Ryłow „sprzedawał na pniu”, dzień poświęcał pracy, a wieczorami chodził na koncerty. Nieliczne wolne godziny artysta, w okresie rewolucji październikowej i rosyjskiej wojny domowej, spędzał w Ermitażu, jakby się z nim żegnając. Powstałe w 1918 roku płótno „W niebieskiej przestrzeni” zostało z sukcesem pokazane na I Państwowej Wolnej Wystawie Dzieł Sztuki w Piotrogrodzie w 1919 roku. Krytycy podkreślali że na tym obrazie Ryłow wyraził „poczucie wyrwania się życia” i „swój osobisty pogodny stan” – podobnie jak stan wielu jego kolegów artystów, „ponieważ uczucie niepokoju, napięcia, oczekiwania i nerwowości było jakby związane z westchnieniem ulgi”. 
Dalsze losy tego w istocie kameralnego malarstwa, powstałego pod wpływem skandynawskiej secesji i rosyjskiego artysty Nikołaja Roericha, są paradoksalne. Brak arcydzieł inspirowanych rewolucją bolszewicką postawił sowieckich historyków sztuki w niezręcznej sytuacji, a malarstwo Ryłowa okazało się jedynym dziełem, które można było, choć z naciąganiem, przedstawić jako pozytywną odpowiedź na październikową rewolucję. Innych dzieł powstałych w latach 1917–1919 po prostu nie było – wszystkie obrazy rewolucyjne pojawiły się po 1920 roku. „W niebieskiej przestrzeni” tradycyjnie rozpoczynało wystawę sztuki radzieckiej w Galerii Trietiakowskiej, ale mimo to obraz ten wcale nie powstał jako hymn na cześć rewolucji.
Podczas podróży do Kamy w 1911 roku Arkadij Ryłow zobaczył piękne białe ptaki i zainspirował się do ich namalowania. „Przez kilka lat trzymałem w tajemnicy pomysł namalowania latających łabędzi... Ogromne ptaki we wzniosłym locie zleciały do samej wody i stosunkowo łatwo uderzając w powierzchnię rzeki, popłynęły w naszym kierunku” – wspominał artysta. Same łabędzie namalował za pomocą dużego pluszaka znalezionego w warsztacie wypychacza zwierząt. Z jego pomocą Ryłow przedstawił różne kąty latania ptaków, łącząc tę pracę z wrażeniami z natury. Dopełnieniem romantycznej kompozycji są lazurowe niebo, śnieżnobiałe chmury, skały pokryte śniegiem oraz żaglowiec pod pełnymi żaglami, płynący po ciemnoniebieskim morzu.